# Mezinárodní den čisté energie
Mezinárodní den čisté energie je připomínkový den OSN, který se slaví každoročně 26. ledna od roku 2024. Byl vyhlášen rozhodnutím Valného shromáždění OSN dne 25. srpna 2023.

## Proklamace
Mezinárodní den čisté energie vyhlásilo Valné shromáždění OSN jako připomínku důležitosti rozvoje využívání udržitelné a moderní energie. Vyhlášení navazuje na řadu předchozích rezolucí z let 1998 až 2022 a je zarámováno cílem vymýtit chudobu a podporovat udržitelný rozvoj v jeho ekonomickém, sociálním a environmentálním rozměru, jak je stanoveno v Agendě pro udržitelný rozvoj 2030 a v Cílech udržitelného rozvoje.

## Oslava
Jako den oslavy byl vybrán 26. leden, který se shoduje s datem založení Mezinárodní agentury pro obnovitelné zdroje energie (IRENA). Tato volba podtrhuje zásadní roli agentury IRENA při prosazování využití čisté energie ve světě. Tento den nejen připomíná důležitost využívání obnovitelných zdrojů energie, jako je solární, větrná a vodní energie, ale také zdůrazňuje potřebu udržitelného přístupu k využívání energie s ohledem na účinnost při spotřebě, na dopady na životní prostředí a na rovnost v přístupu k energii a její distribuci. Členské státy, organizace systému OSN, občanská společnost a soukromý sektor se aktivně účastní oslav tohoto dne s cílem podpořit iniciativy, které podporují čistou a udržitelnou energii. První připomínka se uskutečnila 26. ledna 2024.